# Paraponera clavata

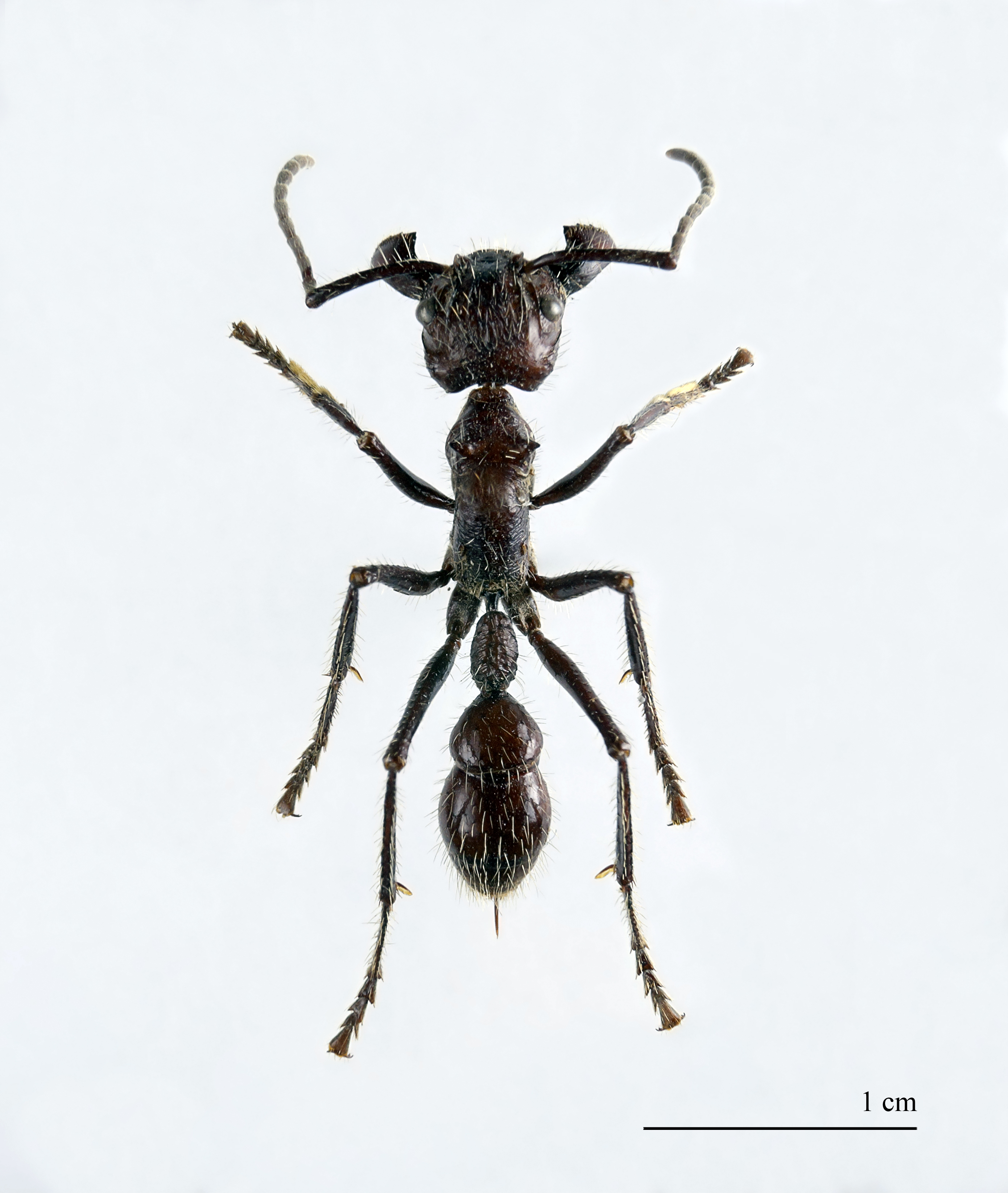
Paraponera clavata - Muestra en el Museo de Historia Natural de Toulouse, Francia.

La hormiga bala o tocantera (Paraponera clavata) es una especie de insecto himenóptero de la familia Formicidae y único miembro viviente del género Paraponera (existe un fósil,† Paraponera dieteri Baroni Urbani, 1994). El nombre viene del griego ponerina, 'dolor'. Mayor que la de cualquier otro Hymenoptera, el dolor de su picadura es treinta veces más intenso que el de una abeja o una avispa, y quienes han sufrido esta picadura aseguran la analogía de la misma con el disparo de una bala. Varios de sus nombres comunes hacen alusión a esta particularidad. Esta hormiga se encuentra particularmente en los bosques fluviales de Ecuador, Venezuela, Colombia, Bolivia, Perú y Brasil, pero su presencia logra extenderse hasta Costa Rica o hasta la península de Yucatán.[cita requerida]

## Descripción
Las hormigas obreras tienen 18–30 mm (0.7–1.2 in) de largo y se asemejan a avispas gruesas, de color negro rojizo y sin alas. La hormiga bala es depredadora y, como todos los Ponerinae primitivos, no muestra polimorfismo en la casta obrera; La hormiga reina no es mucho más grande que los trabajadores. No son hormigas agresivas, pero son bravas cuando defienden el nido, producen un sonido estridente y pican con ferocidad.
Son hormigas de rasgos y comportamientos primitivos. Las obreras miden entre 22 y 28 mm de longitud y las reinas son algo más grandes. Las colonias se componen de varios cientos de individuos y por lo general deambulan por los troncos de los árboles y la vegetación muerta en pequeños grupos.

### Dolor de la picadura
Se dice que el dolor que provoca la picadura de este insecto es mayor que el de cualquier otro himenóptero, y está clasificado como el más doloroso, según el índice Schmidt de dolor por picadura, con un puntaje de "4+", comparable con el de un disparo y, según algunas de las víctimas, igual a lo que se siente con una herida por arma de fuego, de allí el nombre del insecto. Schmidt lo describe como “un dolor puro, intenso y brillante... como caminar sobre carbón en llamas con un clavo de tres pulgadas enterrado en el talón”. La misma descripción explica que provoca “olas de quemazón, un dolor punzante, que lo consume todo y que llega a tardar en ceder hasta veinticuatro horas”. Se considera que la picadura es una defensa eficaz en contra de los depredadores. La poneratoxina, un péptido neurotóxico paralizante que se aísla del veneno, afecta los canales de ion sodio dependientes de voltaje y bloquea la transmisión sináptica en el sistema nervioso central. Se están llevando a cabo investigaciones para sus posibles aplicaciones médicas. Además, se está estudiando por sus usos en insecticidas biológicos.
Habita en bosques lluviosos de baja altitud, desde el Amazonas hasta la costa Atlántica de Costa Rica, Nicaragua y Bolivia.[cita requerida]

## Etimología
El epíteto específico clavata significa "en forma de maza". El nombre genérico Paraponera se traduce como "cerca de Ponera". Debido a su notoriedad, la hormiga tiene varios nombres locales de nativos americanos, españoles y portugueses en diferentes áreas geográficas. Quizás el nombre más conocido es la hormiga venezolana veinticuatro ("hormiga 24" u "hormiga 24 horas"), que se refiere al día completo de dolor que sigue a la picadura; También puede referirse al tiempo que lleva matar a un humano. En Brasil, los nombres portugueses dados por los locales incluyen formiga Cabo Verde, formigão o formigão-preto (hormiga negra grande), y los nombres derivados de los nativos americanos son tocandera, tocandira y tocanquibira. Estos nombres derivan de la tuca-ndy Tupi-Guaraní, que se traduce como "el que hiere profundamente". Otros nombres por los que se hace referencia incluyen chacha, cumanagata, munuri, siámña y yolosa. En Costa Rica, P. clavata se conoce como bala. P. clavata también tiene varios nombres comunes; se conoce más comúnmente como la hormiga bala debido al dolor extremo que produce después de una picadura, similar a la de recibir un disparo. Otros nombres son la hormiga gigante de caza menor y la hormiga conga. En El Salvador es conocida como "Arranca Sebo"

## Taxonomía
Paraponera clavata fue descrita por primera vez por el zoólogo danés Johan Christian Fabricius en 1775, quien la llamó Formica clavata en su Systema entomologiae, con base en una obrera que había recolectado. Fabricius enumeró incorrectamente la localidad tipo como India, ya que estas hormigas solo se encuentran en América Central y del Sur. En 1804, el zoólogo francés Pierre André Latreille transfirió Formica clavata al género Ponera. El género Paraponera fue establecido por el entomólogo británico Frederick Smith en 1858, y P. clavata fue designada como especie tipo por monotipia (la condición de un grupo taxonómico que tiene un solo taxón descrito). En su libro, Smith sinonimizaría múltiples taxones bajo Paraponera clavata, incluyendo Formica armata, Formica spininoda, Ponera tarsalis y Ponera clavata. Publicaciones posteriores también sinonimizarían más taxones, incluyendo Formica aculeata y Formica clavata. El género fue colocado en una tribu monotípica, los Paraponerini, en 1901 por el entomólogo italiano, Carlo Emery, quien enfatizó la importancia de ciertas características morfológicas de Paraponera; Emery también había colocado a la tribu cerca de los Ectatommini. Esta clasificación fue aceptada por la comunidad entomológica hasta 1958, donde el entomólogo estadounidense William Brown Jr. sinónimo de Paraponerini y transfirió Paraponera a Ectatommini. Fue tratada como una tribu válida en 1994, pero en 2003, el mirmecólogo inglés elevó el rango de la tribu al nivel de subfamilia como Paraponerinae, siendo parte de las subfamilias Poneromorph.
Según la clasificación actual, la hormiga bala es miembro del género Paraponera en la tribu Paraponerini, subfamilia Paraponerinae. Es un miembro de la familia Formicidae, perteneciente al orden Hymenoptera. Fue una vez el único miembro de su propio género y tribu hasta que el extinto Paraponera dieteri fue descrito en 1994 por el entomólogo Cesare Baroni Urbani. La hormiga, descrita en ámbar dominicano, existió durante el Mioceno temprano hace 15 a 45 millones de años. P. dieteri se puede distinguir de P. clavata por su cabeza mucho más angosta, longitud, ancho del pronoto, ancho del pecíolo y otras características. La buena conservación del fósil permitió comparaciones exhaustivas entre las dos especies; La escultura corporal de P. dieteri sugiere que el género en su conjunto exhibe una tasa evolutiva lenta.
P. clavata es la única especie viva en su subfamilia. Aunque P. dieteri fue el primer pariente extinto de P. clavata en ser descrito, otro fósil de Paraponera había sido examinado a principios de la década de 1980. El fósil, que era del Mioceno, se encontró incrustado en el ámbar dominicano de La Española. En el momento del descubrimiento, la hormiga era el fósil más grande de su tipo. Mostró características similares a P. clavata, aunque fue considerablemente más pequeño. El fósil también tiene importancia biogeográfica. Como P. clavata no se encuentra en las Antillas Mayores, pero más bien en América Central y del Sur, esto sugiere que los bosques tropicales más húmedos cubrieron la isla durante el período terciario. Esto se ve respaldado por el hecho de que P. clavata es una hormiga del bosque que se alimenta en el suelo y en los arbustos y árboles. 

## Importancia económica y cultural
Existe un pueblo amazónico que realiza un ritual con estas hormigas: en una especie de guantes, elaborados artesanalmente, se tejen aproximadamente unas cincuenta hormigas bala, muchas veces con savia de árbol. Para preparar este intrincado guante, primero se adormece a las hormigas con una infusión de hierbas, y posteriormente, el chamán las despierta con humo, para iniciar el ritual. A los varones de la tribu se les colocan esos guantes al cumplir los nueve años de edad, y deben tolerar las picaduras durante aproximadamente diez minutos. Este ritual se hace para señalar el paso de la niñez a la adultez. Es sumamente doloroso y es común la pérdida de conocimiento. También se realiza este ritual para inmunizar a los hijos contra este veneno, pues la convivencia y vida en el Amazonas y la relación con las especies de su entorno es compleja y dura. Recientemente[¿cuándo?] la ciencia ha avalado que efectivamente el veneno de esta singular hormiga tiene beneficios para el organismo, pues refuerza el sistema inmunitario. La esperanza de vida de estas tribus supera los ochenta años, y rara vez se enferman.[cita requerida]

## Riesgo de la picadura
Desde el punto de vista de salud pública, se considera como peligroso el veneno de la hormiga Paraponera clavata. En este veneno se ha encontrado un factor hemolítico directo, además de factores procoagulantes, no se ha determinado aún el componente que origina la acción neurotóxica asociada a este veneno. Como consecuencia de las picaduras se produce eritema y edema local, ocasionalmente acompañada de fenómenos sistémicos (escalofríos, sudoración y taquicardia), parálisis respiratoria e insensibilidad del miembro afectado. Se tratan los síntomas con analgésicos. En caso de un choque anafiláctico, el manejo es similar al de la picadura de abejas.

## Nombres comunes
- Arranca cebo en El Salvador.
- Arriera u hormiga bala en México.
- Veinticuatro, zapatera en Venezuela.
- Buna o tucandera en Bolivia.
- Conga o yanabe, en Colombia.
- Folofa en Panamá.
- Fourmi flamande en Guayana Francesa.
- Hormiga bala en Costa Rica, Nicaragua y Uruguay.
- Hormiga bala, hormiga izula o sapanqari en el Perú.
- Hormiga varasanta (se suele encontrar en el árbol varasanta o guacamayo).
- Hormiga 24 horas (por las 24 horas de dolor tras una picadura).
- Isula.
- Tocandira en Brasil.